# Frö

Bestånddelarna i ett frö. På bilden syns beståndsdelarna utskrivna på engelska. Dessa motsvarar på svenska frövita (endosperm), fröskal (seed coat), fröärr (hilum), grodd (embryo), hypokotyl (hypocotyl; länk mellan roten och plantans gröna ovandel), kotyledon (cotyledon; hjärtblad/groddblad), mikropyl (micropyle; kanal mellan integumentens spetsar i ett fröanlag), radikel (radicle; den första rot fröet skickar ut).

Ett frö är fortplantningskroppen hos fröväxter. Det kallas kärna om det är ett hårt innandöme som i bär eller stenfrukt. Ett frö består av ett embryo, eventuellt näringsvävnad, och ett skal. Frön kan vara nakna, som hos barrväxter, eller inneslutna i frukter, som hos blomväxter. Embryot utvecklas ur ett befruktat ägg som sitter i fröämnet. Integumenten som omsluter ägget utvecklas sedan till fröskal. Fröämnen sitter i fruktämnet hos blomväxter och på kottfjällen hos barrväxter.
Hos nakenfröiga växter, till exempel barrträd, bildas fröet från ett inte inneslutet fröämne, medan fröet eller fröna hos gömfröiga växter (blomväxter) är inneslutna i en frukt. Fröet kan variera i storlek från nästan mikroskopiskt litet, som hos orkidéer, till mycket stort, som hos vissa palmer. Normalt består fröet av grodd (embryo), näringsvävnad (frövita, endosperm) och fröskal. 
Den färdiga grodden innehåller anlaget till den första roten, primärroten, och anlaget till växtens ovanjordiska delar, skotten. Grodden har också anlagen till ett eller två hjärtblad, beroende på om det är en en- eller en tvåhjärtbladig växt; hos många barrträd är hjärtbladen flera. Fröets näringsvävnad innehåller beroende på växtgrupp fetter, proteiner, stärkelse och/eller hemicellulosa. Den färdigutvecklade grodden och näringsvävnaden fyller vanligen upp hela fröet. 
Ibland har näringsvävnaden helt eller nästan helt förbrukats före fröets mognad, och i sådana fall lagras näringen upp i grodden, som hos trädgårdsböna och valnöt. Riklig näringsvävnad finns hos gräs och palmer, medan orkidéerna helt saknar sådan. Fröskalet är ofta tjockväggigt och utgör ett viktigt skydd för grodden. Fröskalet har ibland olika anordningar som underlättar fröets spridning, till exempel klibbighet, hår eller kloböjda borst. Små enfröiga frukter (nötter) kallas i dagligt tal ofta frön (exempelvis gräsfrön).

## Galleri

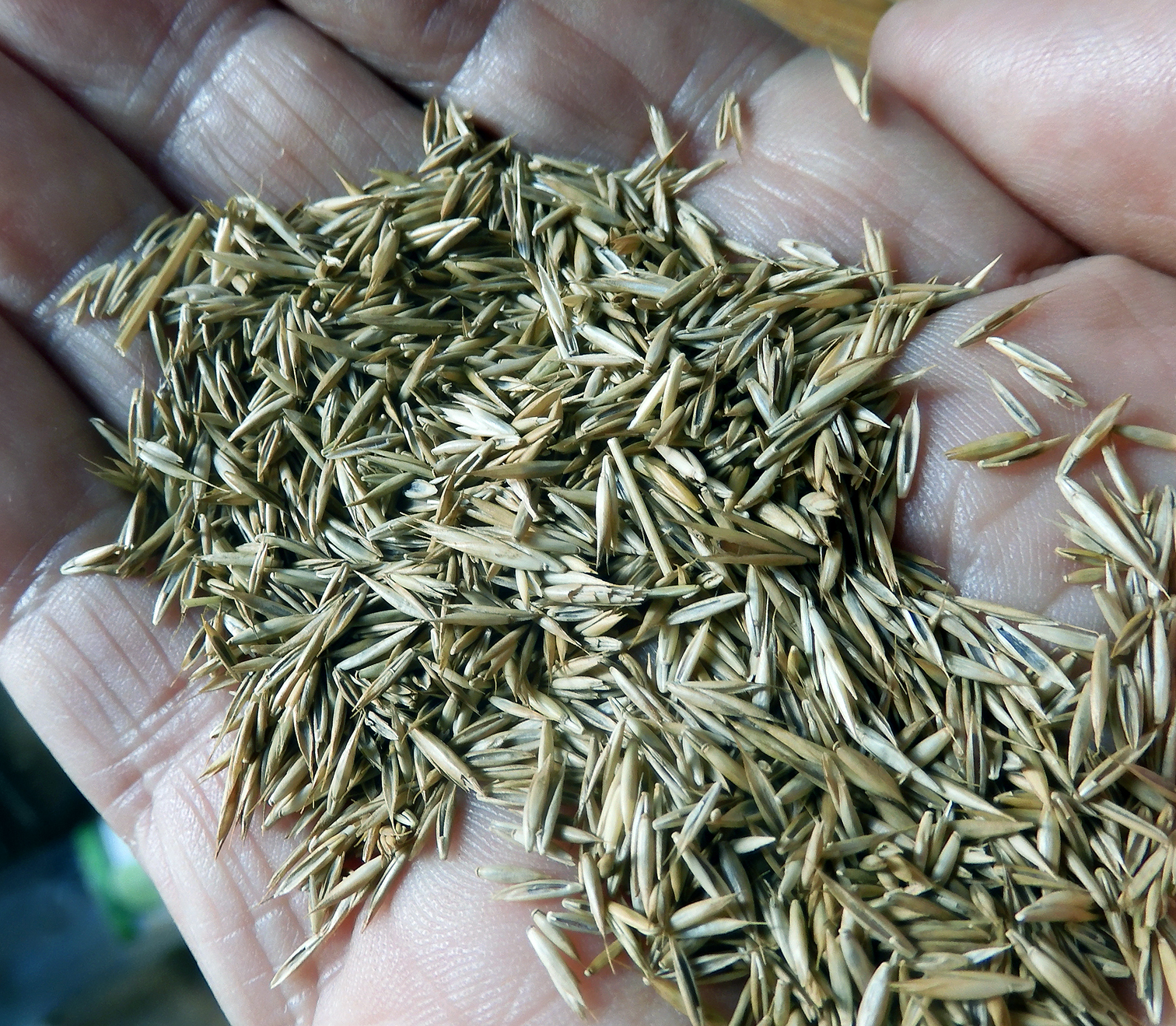
Gräsfrön.
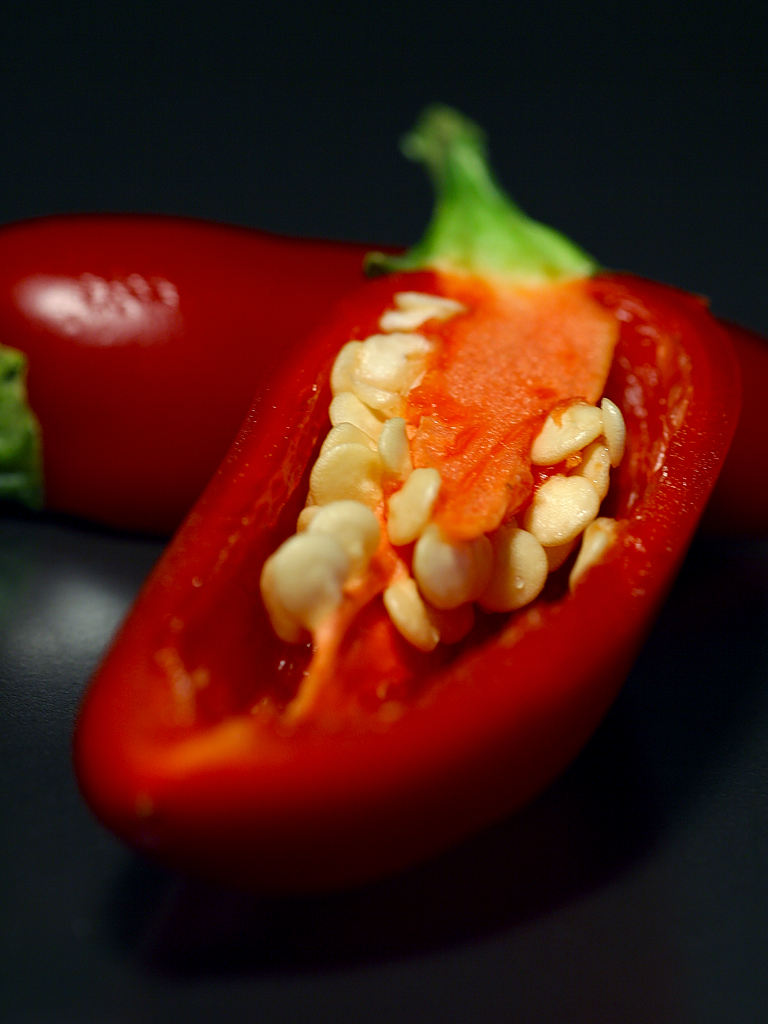
Frön i en röd jalapeño.
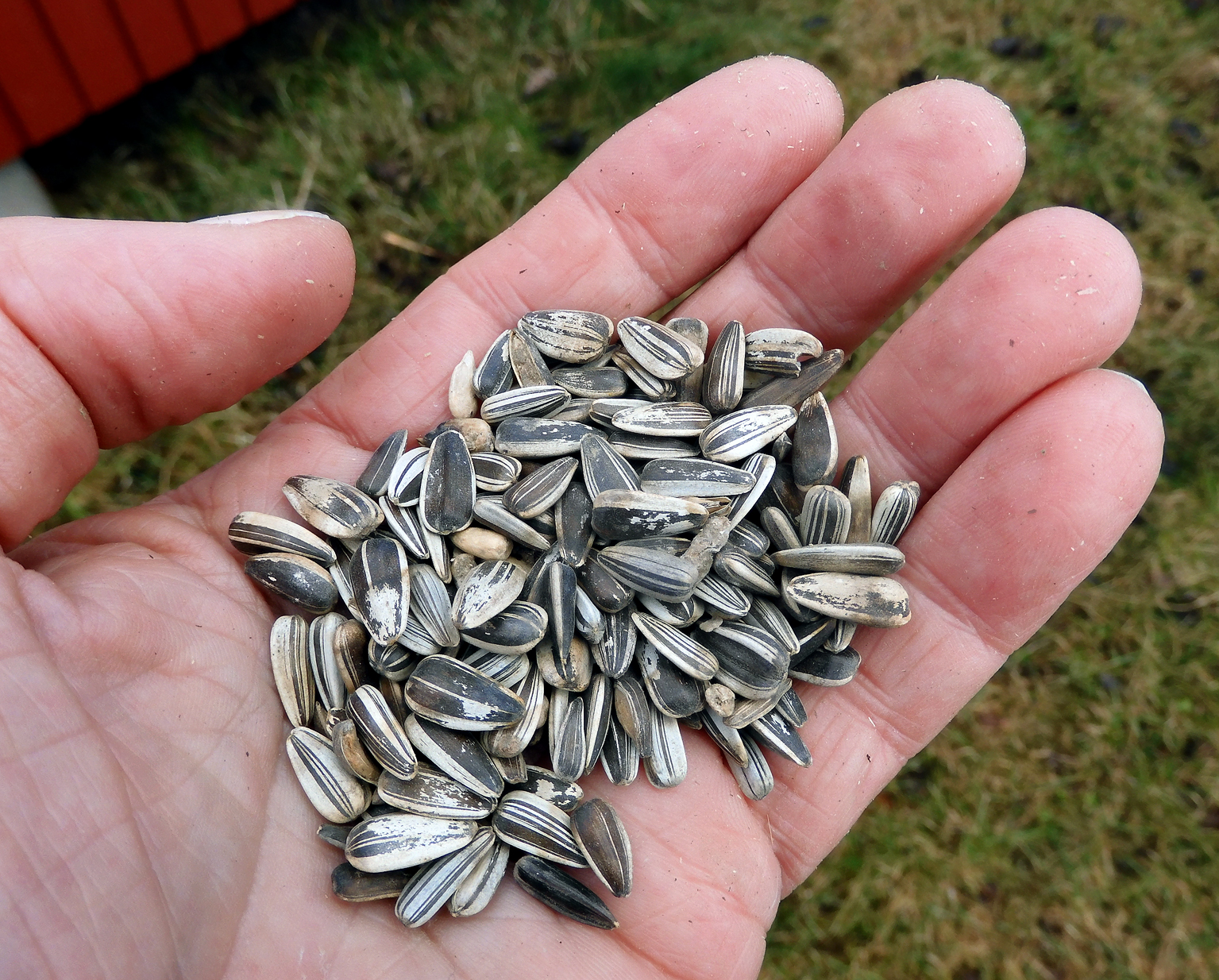
Solrosfrön.